# Aulacobothrus unicolor
Aulacobothrus unicolor är en insektsart som beskrevs av Balderson och X.-c. Yin 1987. Aulacobothrus unicolor ingår i släktet Aulacobothrus och familjen gräshoppor. Inga underarter finns listade i Catalogue of Life.